# Медаевское сельское поселение
Медаевское се́льское поселе́ние — муниципальное образование в Чамзинском районе Мордовии Российской Федерации.
Административный центр — село Медаево.

## История
Статус и границы сельского поселения установлены Законом Республики Мордовия от 28 декабря 2004 года № 128-З  «Об установлении границ муниципальных образований Чамзинского муниципального района, Чамзинского муниципального района и наделении их статусом сельского поселения, городского поселения и муниципального района».

## Население
| 2002 | 2010 | 2012 | 2013 | 2014 | 2015 | 2016 |
| ---- | ---- | ---- | ---- | ---- | ---- | ---- |
| 935  | ↘808 | ↘774 | ↘742 | ↘706 | ↗711 | ↗718 |
| 2017 | 2018 | 2019 | 2020 | 2021 |      |      |
| ↘708 | ↘676 | ↘666 | ↘648 | ↗681 |      |      |

## Состав сельского поселения
| № | Населённый пункт | Тип населённого пункта       | Население |
| - | ---------------- | ---------------------------- | --------- |
| 1 | Каменский        | посёлок                      | →7        |
| 2 | Люля             | деревня                      | ↘28       |
| 3 | Мачказерово      | село                         | ↘118      |
| 4 | Медаево          | село, административный центр | ↘585      |
| 5 | Сорлиней         | село                         | ↘70       |